# マット・クラーク (野球)
マシュー・テリー・クラーク（Matthew Terry Clark, 1986年12月10日 - ）は、アメリカ合衆国カリフォルニア州ウェストコビーナ出身のプロ野球選手（一塁手）。
父のテリー・クラークは、カリフォルニア・エンゼルス等、延べ8球団のメジャーのチームでプレーした元メジャーリーガー（投手）。

## 経歴

### プロ入り前
2007年のMLBドラフト28巡目でピッツバーグ・パイレーツから指名を受けたが、契約には至らなかった。

### プロ入りとパドレス傘下時代
2008年のMLBドラフト12巡目でサンディエゴ・パドレスから指名を受け、入団。
2011年3月9日にスプリングトレーニングに招待選手として参加した。オフの10月に開催されたグアダラハラパンアメリカン競技大会の野球アメリカ合衆国代表に選出された。
2012年2月21日にスプリングトレーニングに招待選手として参加した。

### 中日時代
2013年1月10日に中日ドラゴンズへの入団が発表された。かつて中日に在籍し、パドレスで打撃コーチ補佐を務めているアロンゾ・パウエルの推薦により入団に至った。
シーズンでは開幕戦に「6番・一塁手」で先発出場した。主に3・5・2番打者として最終的に132試合に出場し、規定打席にも到達してチーム最多の25本塁打を放ったが、共にリーグワーストとなる、打率.238、130三振を喫し、11月25日に翌年の契約を結ばないことが発表された。

### メッツ傘下時代
2014年1月31日にニューヨーク・メッツとマイナー契約を結んだ。4月3日にAA級ビンガムトン・メッツに配属され、開幕を迎えた。67試合に出場。10本塁打46打点、打率.297という成績だった。6月25日にFAなった。

### ブルワーズ時代

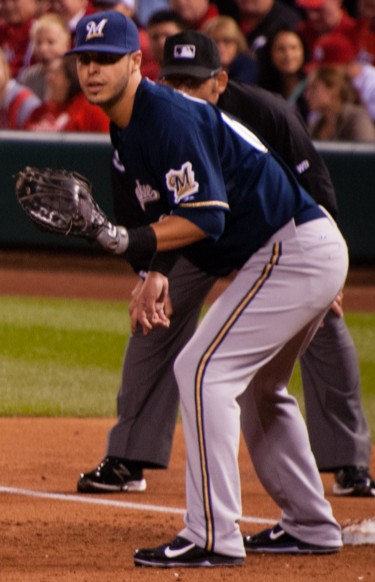
ミルウォーキー・ブルワーズ時代
（2014年9月16日）

2014年7月4日にミルウォーキー・ブルワーズとマイナー契約を結び、同日中にAAA級ナッシュビル・サウンズへ配属された。9月2日にセプテンバーコールアップでメジャー初昇格し、9月2日のシカゴ・カブス戦で8回裏から一塁の守備に就いてメジャーデビュー。直後の9回表に回ってきた初打席では藤川球児と対戦して中飛に打ち取られた。その後9月4日のセントルイス・カージナルス戦では初安打、9月10日のマイアミ・マーリンズ戦では初本塁打を放った。
2015年3月31日にオプションでAAA級コロラドスプリングス・スカイソックスへ配属され、開幕を迎えた。1年を通じてAAA級コロラドスプリングスでプレーし、メジャーに昇格するこはなかった。オフの11月6日にFAとなる。オフはドミニカ共和国のウィンターリーグでプレー。

### メキシカンリーグ時代
2016年2月26日にシカゴ・カブスとマイナー契約を結ぶ。開幕前の3月25日にFAとなる。4月28日にリーガ・メヒカーナ・デ・ベイスボルのラグナ・カウボーイズと契約した。4試合の出場で、5月3日にFAとなる。

### オリックス時代
2016年5月17日にオリックス・バファローズとの契約が発表された。しかし、11試合の出場にとどまった。オフの12月2日に自由契約公示された。

### メキシカンリーグ復帰
2017年2月28日にモンクローバ・スティーラーズと契約。
2018年もモンクローバ・スティーラーズでプレーするが、4月15日にトレードでプエブラ・パロッツに移籍。7月3日に再びトレードでドスラレドス・オウルズに移籍。8月16日にユカタン・ライオンズへ移籍。
2019年4月3日にレオン・ブラボーズと契約した。オフの11月に開催された第2回WBSCプレミア12のメキシコ代表に選出されている。
2020年は新型コロナウイルスの感染拡大の影響でシーズン中止となったため、公式戦での出場は無かった。
2021年2月2日にモンテレイ・サルタンズへトレードされた。2年ぶりにリーガ・メヒカーナ・デ・ベイスボル出場。6月15日にレオンに復帰した。
2022年3月25日に現役引退を発表したが、その後現役復帰し、2023年11月21日、エキスパンションドラフトにて、翌2024年より新規加入するケレタロ・コンスピレーターズから指名された。

## 選手としての特徴
マイナーで4年連続20本塁打を記録した長打力と平均レベルの選球眼を兼ね備えるが、その反面ミート力に欠けるため三振が多い。スイングスピードは遅いにもかかわらず、弾丸ライナーでスタンドに叩き込むパワーを持つ。また典型的なプルヒッターであり、2013年に放った25本塁打のうち左方向への打球はわずか1本であった。
守備では、マイナー時代から一塁手としての起用が大半を占めた。守備範囲は狭いものの、打球に対しては俊敏な反応を見せ、長身を生かした捕球に安定感がある。

## 人物
2013年2月2日、6歳から持病により常用していた薬の成分に覚せい剤の一種アンフェタミン（アメリカでは厳しい制限の下で医療用として処方されており、注意欠陥多動性障害やナルコレプシーなどの治療薬にもなっている）が含まれている可能性があったため沖縄県警沖縄署に出向き、尿と薬剤の簡易検査と事情聴取を受けた。検査では、アンフェタミンの成分は検出されなかった。クラークはキャンプインした2月1日の練習中に、薬を使用する可否をチーフトレーナーに確認。薬の容器にアンフェタミンの記載があったため、中日球団代表の佐藤良平が日本野球機構の医事委員会に報告し、球団の判断で佐藤らが沖縄署に出向いた。その後、科学捜査研究所で薬剤と尿の詳しい検査が行われた。この薬物問題により退団の可能性もあったが、最終的には残留で落ち着いた。

## 詳細情報

### 年度別打撃成績
| 年 度    | 球 団      | 試 合 | 打 席 | 打 数 | 得 点 | 安 打 | 二 塁 打 | 三 塁 打 | 本 塁 打 | 塁 打 | 打 点 | 盗 塁 | 盗 塁 死 | 犠 打 | 犠 飛 | 四 球 | 敬 遠 | 死 球 | 三 振 | 併 殺 打 | 打 率 | 出 塁 率 | 長 打 率 | O P S |
| -------- | ---------- | ----- | ----- | ----- | ----- | ----- | -------- | -------- | -------- | ----- | ----- | ----- | -------- | ----- | ----- | ----- | ----- | ----- | ----- | -------- | ----- | -------- | -------- | ----- |
| 2013     | 中日       | 132   | 467   | 407   | 56    | 97    | 14       | 0        | 25       | 186   | 70    | 0     | 0        | 0     | 4     | 49    | 1     | 7     | 130   | 7        | .238  | .328     | .457     | .785  |
| 2014     | MIL        | 16    | 31    | 27    | 4     | 5     | 0        | 0        | 3        | 14    | 7     | 0     | 0        | 0     | 2     | 2     | 2     | 0     | 8     | 1        | .185  | .226     | .519     | .744  |
| 2016     | オリックス | 11    | 34    | 29    | 3     | 5     | 1        | 0        | 2        | 12    | 4     | 0     | 0        | 0     | 0     | 5     | 0     | 0     | 11    | 0        | .172  | .294     | .414     | .708  |
| NPB：2年 | NPB：2年   | 143   | 501   | 436   | 59    | 102   | 15       | 0        | 27       | 198   | 74    | 0     | 0        | 0     | 4     | 54    | 1     | 7     | 141   | 7        | .234  | .325     | .454     | .779  |
| MLB：1年 | MLB：1年   | 16    | 31    | 27    | 4     | 5     | 0        | 0        | 3        | 14    | 7     | 0     | 0        | 0     | 2     | 2     | 2     | 0     | 8     | 1        | .185  | .226     | .519     | .744  |

- 2023年度シーズン終了時
- 各年度の太字はリーグ最高

### 年度別守備成績
| 年 度 | 球 団      | 一塁  | 一塁  | 一塁  | 一塁  | 一塁  | 一塁     |
| 年 度 | 球 団      | 試 合 | 刺 殺 | 補 殺 | 失 策 | 併 殺 | 守 備 率 |
| ----- | ---------- | ----- | ----- | ----- | ----- | ----- | -------- |
| 2013  | 中日       | 113   | 886   | 46    | 6     | 63    | .994     |
| 2014  | MIL        | 9     | 51    | 3     | 1     | 5     | .982     |
| 2016  | オリックス | 9     | 53    | 7     | 0     | 5     | 1.000    |
| NPB   | NPB        | 121   | 939   | 53    | 6     | 68    | .994     |
| MLB   | MLB        | 9     | 51    | 3     | 1     | 5     | .982     |

- 2023年度シーズン終了時

### 記録

#### NPB
- 初出場・初先発出場：2013年3月29日、対横浜DeNAベイスターズ1回戦（ナゴヤドーム）、6番・一塁手で先発出場
- 初打席・初安打・初打点：同上、2回裏に藤井秀悟から中越適時二塁打
- 初本塁打：2013年4月6日、対読売ジャイアンツ2回戦（東京ドーム）、8回表に菅野智之から右越ソロ

### 背番号
- 60（2013年 - 2014年）
- 44（2016年）
- 23（2019年 - 2021年）

### 登場曲
- 「Ni**as in Paris」Jay Z&Kanye West（2013年）

### 代表歴
アメリカ合衆国代表
- 2011年パンアメリカン競技大会野球アメリカ合衆国代表

メキシコ代表
- 2019 WBSCプレミア12 メキシコ代表